# Mapire (rijeka)
Mapire je rijeka u Venezueli. Pritoka je rijeke Orinoco.